# William Irish
Œuvres principales
- La mariée était en noir
- Lady Fantôme
- L'Heure blafarde
- La Sirène du Mississippi
- J'ai épousé une ombre
- Retour à Tillary Street

William Irish est le pseudonyme de Cornell Woolrich, écrivain américain né le 4 décembre 1903 à New York, où il meurt le 25 septembre 1968.

## Biographie
Né dans un milieu aisé, il suit son père, ingénieur des travaux publics, au Mexique, à Cuba et aux Bahamas. Après le divorce de ses parents, à l'âge de 15 ans, il rentre à New York pour vivre auprès de sa mère, pianiste, et termine ses études en 1925 à l'université Columbia. À cette époque, frappé par la maladie, il commence à écrire et publie, à partir de 1926, des nouvelles, souvent sentimentales, dans divers magazines.
Son premier roman, Cover Charge, paru en 1926, est influencé par l'œuvre de Francis Scott Fitzgerald. Peu après, il est engagé comme scénariste à Hollywood pour travailler sur l'adaptation de son deuxième roman, Children of the Ritz, paru en 1927. Il se marie en 1930 avec Violet Virginia Blackton (1910-1965), fille du producteur de film muet James Stuart Blackton, mais cette union est un échec et il divorce au bout de trois mois. Il retourne alors vivre chez sa mère avec qui il vivra jusqu'à sa mort, dans le même appartement d'Harlem.
Jusqu'en 1940, les éditeurs refusant de publier ses romans policiers, il fait paraître dans des pulps, comme Dime Detective Magazine et Black Mask, près de 350 nouvelles sous trois noms différents : William Irish, George Hopley et son vrai nom. Il se spécialise alors dans le genre policier. Parmi ces nombreuses nouvelles, « certaines ont été reprises en volumes aux États-Unis à partir de 1943 avec I Wouldn't Be in Your Shoes. Mais la publication de ces nouvelles en France s'est faite de façon anarchique ». En roman policier, il connaît enfin le succès à partir de 1940, avec La mariée était en noir (The Bride Wore Black) et, surtout Lady Fantôme (Phantom Lady, 1942), adapté au cinéma par Robert Siodmak dès 1944 sous le titre Les Mains qui tuent (Phantom Lady).
En 1954, William Irish reçoit le Grand prix de littérature policière en France pour Un pied dans la tombe, un recueil de nouvelles composé par son éditeur français. Sa mère meurt en 1957, il s'isole de plus en plus, sombre dans l'alcoolisme, continue d'être miné par la culpabilité d'une homosexualité latente. Il ne sort plus de la chambre d'hôtel où il passera onze années dans une totale solitude. Atteint de gangrène, due à son diabète, il est amputé d'une jambe et traîne ses dernières années dans un fauteuil roulant. Il meurt d'une attaque cardiaque en 1968.
De nombreux metteurs en scène ont adapté les romans et nouvelles de ce maître du suspense, notamment Alfred Hitchcock pour Fenêtre sur cour, d'après la nouvelle éponyme, et François Truffaut à deux reprises pour La mariée était en noir et pour La Sirène du Mississipi. William Irish a également écrit des récits fantastiques.
Les œuvres de William Irish sont parues en France dans les collections Série blême et Série noire de Gallimard, et ont également été éditées chez 10/18 dans la collection " Grands détectives" créée par et dirigée par Jean-Claude Zylberstein ainsi que dans la collection Un mystère des Presses de la Cité et par La Découverte, Rivages et chez Presses Pocket.

## Œuvre

### Romans

#### Romans policiers
- The Bride Wore Black (1940) Publié en français sous le titre La mariée était en noir, Paris, Fournier-Valdès, 1946 ; réédition, Paris, Presses de la Cité, Un mystère no 253, 1956 ; réédition sous le titre La mariée portait le deuil, Paris, Opta, Club du livre policier no 28, 1964 ; réédition sous le titre La mariée était en noir, Paris, Presses de la Cité, Télé-Mystère no 11, 1967 ; réédition, Paris, Presses Pocket no 1019, 1973 ; réédition, Paris, Le Cercle du Livre européen, 1971 ; réédition, Paris, Walter Beckers, 1973 ; réédition, Paris, Christian Bourgois, coll. Série B, 1984 ; réédition dans Noir, c'est noir, Paris, Omnibus, 1992, [réimpr. 2004] ; réédition, Paris, Gallimard, Folio policier no 226, 2001 ; réédition dans William Irish : Romans et nouvelles, Paris, Omnibus, 2004, [réimpr. 2012]
- The Black Curtain (1941) Publié en français sous le titre Retour à Tillary Street, Genève, Ditis, Détective-Club-Suisse no 4, 1945 ; réédition, Paris, Ditis, Détective Club no 90, 1954 ; réédition, Paris, J'ai lu policier no 22, 1964 ; réédition, NéO no 31, 1982 ; réédition, Paris, Eurédif, coll. Playboy no 8, 1982 Publié en français sous le titre Le Rideau noir, Paris, 10/18, coll. Nuits blêmes no 2018, 1989
- Black Alibi (1942) Publié en français sous le titre Alibi noir, Paris, Presses de la Cité, Un mystère no 278, 1956 ; réédition, Paris, Opta, Club du livre policier no 42, 1966 ; réédition, Paris, Presses Pocket no 703, 1969 ; réédition, Paris, Le Livre de poche no 6151, 1986
- Phantom Lady (1942) Publié en français sous le titre Lady Fantôme, Paris, Fournier-Valdes, 1948 ; réédition sous le titre Fantôme à prendre, Paris, Presses de la Cité. Un mystère no 176, 1954 ; réédition sous le titre Lady Fantôme, Paris, Opta, Club du livre policier no 28, 1964 ; réédition, Paris, Presses-Pocket no 1071, 1974 ; réédition, Genève, Édito-Service, coll. Les Classiques du crime, 1980 ; réédition, Paris, Christian Bourgois, coll. Série B, 1985 ; réédition, Paris, Presses-Pocket noir no 3721, 1991 ; réédition dans Noir, c'est noir, Paris, Omnibus, 1992, [réimpr. 2004] ; réédition dans William Irish : Romans et nouvelles, Paris, Omnibus, 2004, [réimpr. 2012]
- The Black Angel (1943) Publié en français sous le titre Ange, Genève, Ditis, Détective-Club-Suisse no 91, 1953 ; réédition, Paris, Ditis, Détective Club no 60, 1953 ; réédition, Paris, Ditis, La Chouette no 4, 1955 ; réédition, Paris, J'ai lu policier no 6, 1964 ; réédition sous le titre L'Ange noir, Paris, Christian Bourgois, coll. Série B, 1982 ; réédition, Paris, J'ai lu no 1904, 1985 ; réédition dans Noir, c'est noir, Paris, Omnibus, 1992, [réimpr. 2004] ; réédition dans William Irish : Romans et nouvelles, Paris, Omnibus, 2004, [réimpr. 2012]
- The Black Path of Fear (1944), Publié en français sous le titre Une peur noire, Paris, Presses de la Cité, Un mystère no 291, 1956 ; réédition sous le titre Peur en noir, Paris, Opta, Club du livre policier no 42, 1966 ; réédition, Paris, Presses Pocket no 1512, 1977 ; réédition, Paris, Pocket no 2854, 1988
- Deadline at Dawn (1944) Publié en français sous le titre L'Heure blafarde, Paris, Gallimard, Série blême no 9, 1950 ; réédition, Paris, Gallimard, La Poche noire no 44, 1968 ; réédition, Paris, Gallimard, Carré noir no 302, 1979 ; réédition, Paris Gallimard, Folio no 1837, 1987 ; réédition, Paris, Gallimard, Folio policier no 40, 1998
- Night Has a Thousand Eyes (1945) Publié en français sous le titre Les Yeux de la nuit, Paris, Denoël, coll. Oscar no 11, 1952 (signé George Hopley) ; réédition signé William Irish, Paris, Gallimard, Carré noir no 193, 1974 ; réédition, Paris, Gallimard, Carré noir no 193, 1974 ; réédition, Paris, Gallimard, Série noire no 2724, 2005
- Waltz into Darkness (1947) Publié en français sous le titre La Sirène du Mississippi, Paris, Gallimard, Série blême no 4, 1950 ; réédition, Paris, Le Livre de poche policier no 1376, 1964 ; réédition, Paris Gallimard, Folio no 507, 1973 ; réédition, Paris, Gallimard, Folio policier no 225, 2001
- Rendez-vous in black (1948) Publié en français sous le titre Rendez-vous en noir, Paris, Presses de la Cité, Un mystère no 321, 1957 ; réédition, Paris, Presses de la Cité, Mystère no 108, 1970 ; réédition, Paris, Presses Pocket no 1160, 1975 ; réédition, Paris, Pocket no 2797, 1987 ; réédition dans Noir, c'est noir, Paris, Omnibus, 1992, [réimpr. 2004] ; réédition dans William Irish : Romans et nouvelles, Paris, Omnibus, 2004, [réimpr. 2012]
- I Married a Dead Man (1948) Publié en français sous le titre J'ai épousé une ombre, Paris, Gallimard, Série blême no 1, 1949 ; réédition, Paris, Gallimard, La Poche noire no 81, 1969 ; réédition, Paris, Gallimard, Carré noir no 317, 1979 ; réédition, Paris Gallimard, Folio no 1804, 1987 ; réédition, Paris, Gallimard, Folio policier no 115, 2000
- Savage Bride (1950) Publié en français sous le titre Le Territoire des morts, Paris, Sinfonia no 3, 1987 ; réédition, Paris, Clancier-Guénaud, Série 33 no 6, 1988
- Fright (1950), Publié en français sous le titre J'ai vu rouge, Paris, Denoël, coll. Oscar no 4, 1952 ; réédition, Paris, Gallimard, Carré noir no 174, 1974 ; réédition, Paris Gallimard, Folio no 2151, 1990 ; réédition, Paris, Gallimard, Folio policier no 281, 2002
- You'll Never See Me Again (1951) Publié en français sous le titre Tu ne me reverras jamais, Paris, Ibis, coll. Les Menottes no 1, 1946 (avec d'autres nouvelles) ; réédition dans Les Roses mortes (The Dead Roses), Paris, Presses de la Cité. Un mystère no 579, 1961 ; réédition, Paris, Presses Pocket no 1174, 1975 ; réédition dans Noir, c'est noir, Paris, Omnibus, 1992 [réimpr. 2004] ; réédition dans William Irish : Romans et nouvelles, Paris, Omnibus, 2004, [réimpr. 2012]
- Strangler's Serenade (1951) Publié en français sous le titre Concerto pour l'étrangleur, Paris, Presses de la Cité, Un mystère no 284, 1956 ; réédition, Neuilly-sur-Seine, Editions de Saint-Clair (coll. Les grands maîtres du roman policier), 1975 ; réédition, Paris, Presses Pocket no 1445, 1977 ; réédition, Paris, Pocket no 2812, 1987 ; réédition dans Noir, c'est noir, Paris, Omnibus, 1992, [réimpr. 2004] ; réédition dans William Irish : Romans et nouvelles, Paris, Omnibus, 2004, [réimpr. 2012]
- Death is My Dancing Partner (1959)
- The Doom Stone (1960)
- Into the Night (1987), un manuscrit terminé par Lawrence Block Publié en français sous le titre Une étude en noir, Paris, Presses de la Cité, 1988 ; réédition, Paris, Presses-Pocket no 3664, 1991

#### Romans littéraires
- Cover Charge (1926)
- Children of the Ritz (1927)
- Times Square (1929)
- A Young Man's Heart (1930)
- The Time of Her Life (1931)
- Manhattan Love Song (1932) Publié en français sous le titre Manhattan Love Song, Paris, Rivages/Noir no 15, 1986

### Recueils de nouvelles parus en France
Il était fréquent que William Irish ou ses éditeurs pour des raisons de réécriture change le titre des nouvelles. Les éditeurs français l'ont également fait avec les titres français. On ne s'étonnera donc pas que la même nouvelle apparaisse sous différents titres.
- L'inspecteur ne sait pas danser, Paris, Presses de la Cité, coll. « Un mystère » 1re série no 46, 1950
  - Contient : L'inspecteur ne sait pas danser (The Dancing Detective), Erreur, soldat !... (The Light in the Window), Ni lune, ni étoiles... (Silent as the Grave), Un coup de sifflet comac ! (Two Fellows in a Furnished Room), Ça y est !... (The Detective's Dilemma) et Une femme trop chic (Fur Jacket)
- Six nuits de tonnerre, Paris, Presses de la Cité, coll. « Un mystère » 1re série no 69, 1951 ; réédition, Paris, Éditions Omnibus, Romans et nouvelles, 2004
  - Contient : Une nuit à New York (One Night in New York), Une nuit à Chicago (One Night in Chicago), Une nuit à Hollywood (One Night in Hollywood), Une nuit à Montréal (One Night in Montréal), Une nuit à Brooklyn ou Un verre de trop (One Night in Brooklyn ou Leg Man) et Une nuit à Zacamoras (One Night in Zacamoras')
- Un pied dans la tombe, Paris, Presses de la Cité, coll. « Un mystère » 1re série no 121, 1953
  - Contient : Un pied dans la tombe (The Body in Grant's Tomb), Si je devais mourir avant de m'éveiller (If I Should Die Before I Wake), La Seule Issue (That's Your Own funeral), Crains la femme avant le serpent (A Death Is Caused), Sinistre (The Night Reveals) et Le Locataire d'en haut (The Man Upstairs)
- Quinte à la mort, Paris, Presses de la Cité, coll. « Un mystère » no 158, 1954
  - Contient : Le Stylo (Fountain Pen), Une incroyable histoire (Fire Escape), Saint-Louis Blues (Humming Bird Comes Home), La Boucle d'oreille (The Earring) et Le Ruban bleu (The Blue Ribbon)
- L'Œil trouvé, Paris, Presses de la Cité, coll. « Un mystère » no 222, 1955
  - Contient : L'Œil trouvé (Through a Dead Man's Eye), Stupéfiant (Cocaïne), La Nuit où je mourus (The First Time I Died), Cendrillon et les gangsters (Cinderella and the Mob) et Quelqu'un au téléphone (Soebody on the Phone)
- Si le mort pouvait parler, Paris, Presses de la Cité, coll. « Un mystère » no 302, 1956 ; réédition, Paris, Éditions Omnibus, Romans et nouvelles, 2004
  - Contient : Double Programme (The Most Exciting Show in Town), L'Ongle (The Nail and the Londfinger?), On meurt toujours seul (Everyone Has to Die Alone), Charlie ne sera pas là ce soir (Charlie Won't Be Home to Night), Si le mort pouvait parler (If the Dead Could Talk) et Des yeux qui hurlent (Eyes That Watch You)
- Meurtres à la seconde, Paris, Presses de la Cité, coll. « Un mystère » no 352, 1957
  - Contient : Meurtres à la seconde (Three O'clock), À fond de train (Goodbye, New York), Cauchemar (Nightmare) et L'Héritage (Bequest)
- On vous attend en bas, Paris, Presses de la Cité, coll. « Un mystère » no 356, 1957
  - Contient : On vous attend en bas (Wait for me Downstairs), Les Yeux en face des trous (One Night to Be Dead Sure of), Dernier Strip-tease (Death on the Runaway) et Une dernière fois, Katleen (I'll Take you Home Katleen)
- La Liberté éclairant la mort, Paris, Presses de la Cité, coll. « Un mystère » no 419, 1958
  - Contient : La Liberté éclairant la mort (The Corpse in the Statue of Liberty), Entre les mots (Murder Obliquely), Le Mari de Miss Alexander (Husband) et Pour acquit (I.O.U.)
- Marihuana, Paris, Presses de la Cité, coll. « Un mystère » no 446, 1958
  - Contient : Marihuana (Marihuana), La Fille d'Endicott (Endicott's Girl), Milk Bar (Soda Fountain) et Parions une vie ! (Don't Bet on Murder)
- Manège à trois, Paris, Presses de la Cité, coll. « Un mystère » no 491, 1959
  - Contient : Manège à trois (Last Night a Man Died), Histoires policières (Murder Story) et Rythme de mort (Music from the Dark)
- Fait divers, Paris, Presses de la Cité, coll. « Un mystère » no 507, 1960
  - Contient : Je ne voudrais pas être dans tes souliers (I Wouldn't Be in your Shoes), Fait divers (Blonde Beauty Slain) et L'Américain (The American)
- Les Roses mortes, Paris, Presses de la Cité, coll. « Un mystère » no 579, 1961 ; réédition, Paris, Pocket no 1174, 1975 ; réédition, Paris, Éditions Omnibus, Romans et nouvelles, 2004
  - Contient : Les Roses mortes (The Dead Roses) et Tu ne me reverras jamais (You'll Never See me Again)
- Des perles pour une couronne, Paris, Presses de la Cité, coll. « Un mystère » no 693, 1963
  - Contient : Panique dans le métro (Subway), Taxi girl (Cab Mister), Match macabre (Death in Round), Le Chasseur et sa proie (Two Murders, One Crime) et Des perles pour une couronne (Wardrobe Trunk)
- Peur en tout genre, Paris, Presses Pocket, coll. « Pocket » no 174-175, 1964
  - Contient : Marihuana (Marihuana), Cendrillon et les Gangsters (Cinderella and the Mob), Le Stylo (Fountain-Pen), Une incroyable histoire (Fire Escape), Saint-Louis Blues (Humming Bird Comes Home), Un pied dans la tombe (The Body in Grant's Tomb), La Seule Issue (That's your own funeral), Sinistre (The Night Reveals), Rythme de mort (Music from the Dark) et L'Américain (The American)
- Le Chien à la jambe de bois, Paris, Presses de la Cité, coll. « Un mystère » no 30, 1967
  - Contient : Le Chien à la jambe de bois (The Dog With a Wooden Leg), Trop beau pour mourir (Too Nice a Day to Die), La Femme du joueur (The Poker Player's Wife), Falsification (Story to be Whispered) et Un cadavre sur les bras ou Rendez-vous avec la mort (Boy With a Body ou Blind Date)
- Irish Trophy, Paris, Christian Bourgois, coll. « P.J. », 1972
  - Contient : Si je devais mourir avant de m'éveiller (If I Should Die Before I Wake), Le Locataire d'en-haut (The Man Upstairs), La Boucle d'oreille (The Earring), Crains la femme avant le serpent (A Death Is Caused), Entre les mots (Murder Obliquely) et Le Ruban bleu (The Blue Ribbon)
- Couleur épouvante, Paris, Presses Pocket, coll. « Pocket » no 1015, 1973
  - Contient : Stupéfiant (Cocaïne), La Liberté éclairant le mort (The Corpse in the Statue of Liberty), Le Mari de Miss Alexander (Husband), Je ne voudrais pas être dans tes souliers (I Wouldn't Be in Your Shoes) et Quelqu'un au téléphone (Somebody on the Phone)
- Les Visages de l'effroi, Paris, Presses Pocket, coll. « Pocket » no 1050, 1973
  - Contient : L'Œil trouvé (Through a Dead Man's Eye), La Nuit où je mourus (The First Time I Died), Pour acquit (I.O.U.), Le Locataire d'en-haut (The Man Usptairs), Fait divers (Blonde Beauty Slain) et La Fille d'Endicott (Endicott's Girl)
- Manège à trois, Paris, Presses Pocket, coll. « Pocket » no 1141, 1974, Bien que portant le même titre, cette édition est différente de celle de 1959)
  - Contient : Manège à trois (Last Night a Man Died), Histoires policières (Murder Story) et Milk Bar (Milk Bar) et Parions une vie ! (You Bet Your Life)
- Fenêtre sur cour (1), Paris, LGF, coll. « Le Livre de poche policier » no 4200, 1975
  - Contient 6 nouvelles : Fenêtre sur cour (Rear Window, 1942), Le Créateur (The Penny-a-Worder, 1958), Le Cap triangulaire (The Cape Triangular, 1938), L'Idole des jeunes (Steps...Coming Near, 1964), Un plat qui se mange froid (After Dinner Story, 1938) et L'Engrenage (Momentum, 1940)
- Divorce à l'américaine, Paris, LGF, coll. « Le Livre de poche policier » no 4841, 1976 ; réédition, Paris, Librairie des Champs-Élysées, coll. « Club des Masques » no 405, 1979 ; réédition, Paris, Librairie des Champs-Élysées, coll. « Le Masque » no 1875, 1987
  - Contient : Divorce à l'américaine (Divorce New York Style), Lorsque l'amour s'en va (When Love Turns), Dans la gueule du lion (Speak to me of Death), Un détective amateur (I'll Never Play Detective Again), Une seule goutte de sang (One Drop of Blood) et Il ne faut qu'un instant pour mourir (It Only Takes a Minute to Die)
- Dernier Strip-tease, Presses Pocket, coll. « Pocket » no 1415, 1976
  - Contient : Dernier Strip-tease (Death on the Runaway), On vous attend en bas (Wait for Me Downstairs), Les Yeux en face des trous (One Night to Be Dead Sure of) et Une dernière fois, Katleen (I'll Take You Home Katleen)
- Trop beau pour mourir, Presses Pocket, coll. « Pocket » no 1361, 1976
  - Contient : Trop beau pour mourir (Too Nice a Day to Die), La Femme du joueur (The Poker Player's Wife), Falsification (Story to Be Whispered), Un cadavre sur les bras ou Rendez-vous avec la mort (Boy With a Body ou  Blind Date) et Le Chien à la jambe de bois (The Dog With a Wooden Leg)
- New York Blues, Paris, LGF, coll. « Le Livre de poche policier » no 4936, 1977 ; réédition, Paris, Librairie des Champs-Élysées, coll. « Club des Masques » no 430, 1981 ; réédition, Paris, Librairie des Champs-Élysées, coll. « Le Masque » no 1897, 1987
  - Contient : New York Blues (New York Blues), Pour le reste de sa vie (For the Rest of Her Life), On te fera la peau, Johnny (Johnny on the Spot), Rendez-vous avec la mort ou Un cadavre sur les bras (Blind Date ou Boy With a Body), En haut des marches (Steps Going Up) et L'argent parle (Money Talks)
- Deux meurtres, un crime, Presses Pocket, coll. « Pocket » no 1510, 1977
  - Contient : Deux meurtres, un crime (Two Murders, One Crime), Panique dans le métro (Subway), Taxi girl (Cab Mister), Match macabre (Death in Round) et Des perles pour une couronne (Wardrobe Trunk)
- Tous les coups sont permis, Paris, LGF, coll. « Le Livre de poche » no 5033, 1977
  - Contient : Tous les coups sont permis (The Clean Fight), Drôlement fortiches, ces Américains (Damnend Clever, these Americans), Une dent contre le dentiste (Death Sits in the Dentist's Chair), La Lune de Montezuma (The Moon of Montezuma), Un pneu à plat (Flat Tire), Bout d'essai (Screen-Test), Et soudain, plus d'Alice (All at Once, No Alice), Sous le pas d'un cheval (An Apple a Day), La Vie d'une autre (Somebody Else's Life), La Honte (I'm Ashamed) et L'Idole aux fesses d'argile (The Idol With the Clay Bottom)
- La Toile de l'araignée, Paris, Belfond, 1980 ; réédition, Paris, LGF, coll. « Le Livre de poche. Thriller » no 7487, 1985
  - Contient : Un cadavre sur le palier (A Corpse Next Door), Une nuit à Barcelone (One Night in Barcelona), Des tombes pour les vivants (Graves for the Living), La vie est étrange parfois (The Life Is Weird Sometimes), À mourir de rire (The Screaming Laugh) et Mamie et moi (Mamy and Me)
- Du crépuscule à l'aube, Paris, Belfond, 1981 ; réédition, Paris, LGF, coll. « Le Livre de poche. Thriller » no 7475, 1983
  - Contient : Du crépuscule à l'aube (Dusk to Dawn), Meurtre au snack (Murder at the Automat), Danse macabre (Dead on Her Fest), Un meurtre et demi (One and a Half Murder), L'inspecteur n'aime pas se presser (Dath in the Air) et Guet-Apens (The Number's Up)
- Un tramway nommé Mort, Paris, NEO, coll. « Le Miroir obscur » no 19, 1981
  - Contient : Un tramway nommé Mort (The Town Says Murder), Fleurs de l'au-delà (Flowers from the Dead), Le Désir de tuer (Intent to Kill), On tourne (Shooting Going On), La Maison des heures volées (The Hunted), Le Signal d'alarme (Minic Murder), Meurtre après décès (Murder After Death) et Mannequin (Mannequin)
- La Rançon du hasard, Paris, Éditions Clancier-Guénaud, coll. « Polars » no 4, 1981
  - Contient : Invitation à la valse (Waltz), Fiez-vous à la balistique (You Take Ballistics), Un livre d'aventures (The Book that Squealed), L'Homme au pic à glace (The Icepik Murders), Un meurtrier bien distrait (Cool, Calm and Detected) et Vous avez dit sans mouvement ? (Dormant Account)
- Le Mystère de la chambre 813, Paris, NEO, coll. « Le Miroir obscur » no 35, 1982
  - Contient : Le Mystère de la chambre 813 (Mystery in Room 813 ou The Room With Something Wrong, 1938), ...Et pour le pire (The Red Tide ou Last Night, 1940) et Jane Brown (Jane Brown, 1938)
- Le Diamant orphelin, Paris, Gallimard, coll. « Série noire » no 2010, 1985
  - Contient : Le Diamant orphelin (The Orphan Diamond ou Orphan Ice), Mariole, l'inspecteur Brown (Detective William Brown), On change de victime (Change of Murder), J'ai tout vu ! (Vision of Murder), Ça coince (Stuck), Le Chapeau qui chantait (The Counterfeit Hat ou The Hat ou The Singing Hat), Serviette chaude (Hot Towel) et Il cause bien, l'assassin (Murder in Wax)
- Fenêtre sur cour (2), Paris, Minerve, coll. Detour, 1986
  - Contient 5 nouvelles : Fenêtre sur cour (Rear Window, 1942, traduction René Lécuyer), Post Mortem (Post-Mortem, (?), traduction Danièle et Pierre Bondil), L'Engrenage (?), Three o'clock (Trois heures de l'après-midi, (?), traduction Marie Marion), Cauchemar (Nightmare, (?), traduction Henri Dubourg)
- Irish Murder, Paris, UGE, coll. « 10/18. Grands détectives » no 1784, 1986
  - Contient : Marihuana (Marihuana), L'Héritage (The Bequest), Cauchemar (Nightmare), Adieu New York (Good Bye, New York), Meurtres à la seconde (Three O'clock) et Rendez-vous devant le mannequin (Meet Me by the Mannequin)
- Irish Bar, Paris, UGE, coll. « 10/18. Grands détectives » no 1785, 1986
  - Contient : Manège à trois (Last Night a Man Died), Des yeux qui hurlent (Eyes That Watch You), Charlie ne rentre pas ce soir (Charlie Won't Be Home Tonight), Crains la femme avant le serpent (A Death Is Caused), Histoire policière (Murder Story) et Parions sur une vie (You Bet your Life)
- Irish Cocktail, Paris, UGE, coll. « 10/18. Grands détectives » no 1786, 1986
  - Contient : Un pied dans la tombe (The Body in Grant's Tomb), Sinistre (The Night Reveals), Si je devais mourir avant de m'éveiller (If I Should Die Before I Wake), Milk Bar (Soda Fountain) et Entre les mots (Murder Obliquely)
- Irish Blues, Paris, Paris, UGE, coll. « 10/18. Grands détectives » no 1787, 1986
  - Contient : Le Stylo (Fountain Pen), Une incroyable histoire (Fire Escape), Saint-Louis Blues (The Humming Bird Comes Home), La Boucle d'oreille (The Earring), Cendrillon et les Gangsters (Cinderella and the Mob), La Seule Issue (That's your Own Funeral), Double Programme (The Most Exciting Show in Town), Si le mort pouvait parler (If the Dead Could Talk) et La Mort entre deux danses (Death Between Dances)
- Irish Follies, Paris, UGE, coll. « 10/18. Grands détectives » no 1828, 1987
  - Contient : Le Ruban bleu (The Blue Ribbon), Deux amoureux pendant la terreur (Two Against the Terror), Un américain (The American), Rythme de mort (Music from the Dark), Le Baiser du cobra (Kiss of the Cobra), Feu (Guns, Gentlemen) et Je suis dangereuse ce soir (I'm Dangerous Tonight)
- Irish Detective, Paris, UGE, coll. « 10/18. Grands détectives » no 1848, 1987
  - Contient : Dix cents la danse (Dime a Dance), Un tout petit détail (The Detective's Dilemma), L'Ongle (The Fingermail), Meurtre et arithméthique ou Une femme trop chic (Fur Jacket ou The Mathematics of Murder), Ni lune, ni étoiles (Silent As the Grave), Chargez-vous de mes amis (Two Fellows in a Furnished Room) et Erreur, soldat ! (The Light in the Window)
- Irish Window, Paris, UGE, coll. « 10/18. Grands détectives » no 1863, 1987
  - Contient : Fenêtre sur cour (Rear Window), Le Créateur (The Penny-a-Worder), Le Cap triangulaire (The Cap Triangular), L'Idole des jeunes (Steps Coming Near), Un plat qui se mange froid (After-Dinner Story), L'Engrenage (Momentum) et Quelque chose qui s'est passé chez nous (Something That Happened in Hour House)
- Nouvelles - Tome 1, Paris, Presses Pocket, coll. « Pocket » no 2275, 1987
  - Contient : Trop beau pour mourir (Too Nice a Day To Die), La Femme du joueur (The Poker Player's Wife), Match macabre (Death in Round), Le Chasseur et sa proie (Two Murders, One Crime), Falsification (Story to be Whispered), Un cadavre sur les bras ou Rendez-vous avec la mort (Boy With a Body ou Blind Date), Le Chien à la jambe de bois (The Dog With a Wooden Leg), Des perles pour une couronne (Wardrobe Trunk), Taxi girl (Cab Mister), Panique dans le métro (Subway), On vous attend en bas (Wait for me Downstairs), Les Yeux en face des trous (One Night to be Dead Sure Of) et Dernier Strip-tease (Death on the Runaway)
- Nouvelles - Tome 2, Paris, Presses Pocket, coll. « Pocket » no 2276, 1987
  - Contient : Une nuit à New York (One Night in New York), Une nuit à Chicago (One Night in Chicago), Une nuit à Hollywood (One Night in Hollywood), Une nuit à Montréal (One Night in Montreal), Une nuit à Brooklyn ou Un verre de trop (One Night in Brooklyn ou Leg Man), Une nuit à Zacamoras (One Night in Zacamoras), Une dernière fois, Kathleen (I'll Take you Home Kathleen), Les Roses mortes (The Dead Roses) et Tu ne me reverras jamais (You'll Never See me Again)
- Irish Hôtel, Paris, UGE, coll. « 10/18. Grands détectives » no 1905, 1988
  - Contient : La Nuit du 20 juin 1896 (The Night of June 20, 1896), La Nuit du 6 avril 1917 (The Night of April 6, 1917), La Nuit du 11 novembre 1918 (The Night of November 11,1918), La Nuit du 17 février 1924 (The Night of February 17, 1924 ou Everyone has to Die Alone), La Nuit du 24 octobre 1929 (The Night of October 24, 1929), La Nuit du... (The Night of...) et La Nuit du 30 septembre 1957 (The Night of September 30, 1957)
- Black Irish, Paris, UGE, coll. « 10/18. Grands détectives » no 1971, 1988
  - Contient : Signal d'alarme (Mimic Murder), On tourne (Shooting), L'Œil trouvé (Through a Dead Man's Eye), En haut des marches (Steps Going Up), Stupéfiant (Cocaïne), Un meurtrier bien distrait (Cool, Calm and Detected) et Vous avez dit sans mouvement ? (Dormant Account)
- Valse dans les ténèbres, traduit par Gérard de Chergé, préface de Stéphane Bourgoin, Paris, Rivages, coll. « Rivages/Noir » no 50, 1988
  - Contient : Crime d'emprunt (Borrowed Crime, 1939), Dans la jungle d'Hollywood (The Street of Jungle Death, 1939), L'Affaire de la manucure maladroite (The Case of Maladroit Manicurist, 1941), Escamotages (The Riddle of the Redeemed Dips) et Valse dans les ténèbres (The Release, 1968)
- Irish Waltz, Paris, UGE, coll. « 10/18. Grands détectives » no 18995, 1989
  - Contient : La Nuit où je mourus (The First Time I Died), Invitation à la valse (Waltz), Fleurs de l'au-delà (Flowers from the Dead), Je ne voudrais pas être dans tes souliers (I Would'nt Be in Your Shoes), Mannequin (Mannequin), La Fille d'Endicott (Endicott's Girl) et Le Désir de tuer (Intent to Kill)
- Irish Liberty, Paris, UGE, coll. « 10/18. Grands détectives » no 2024, 1989
  - Contient : Le Locataire d'en-haut (The Man Upstairs), L'Homme au pic à glace (The Ice Pick Murders), Jane Brown (Jane Brown's Body), Un tramway nommé mort (The Town Says Murders), Lune de miel pour un vampire (My Lips Destroy), Quelqu'un au téléphone (Somebody on the Phone) et La Liberté éclairant le mort (The Corpse in the Statue of Liberty)
- Irish Revolver, Paris, UGE, coll. « 10/18. Grands détectives » no 2088, 1990
  - Contient : ...Et pour le pire (The Red Tide, 1940), Meurtres après décès (Murder After Death, 1964), La Maison des heures volées (The Hunted ou Death in the Yoshiwara, 1938), Pour acquit (I.O.U. One Life ou I.O.U., 1938), Un livre d'aventures (The Book That Squealed ou Library Book, 1939), Fiez-vous à la balistique (You Take Ballistics, 1938), Faits divers (Blonde Beauty Slain, 1959) et Le Mystère de la chambre 813 (Mystery in Room 813 ou The Room With Something Wrong, 1938)
- Rendez-vous mortel, traduit et préfacé par Stéphane Bourgoin, Paris, LGF, coll. « Le Livre de poche » no 6751, 1990
  - Contient : Rendez-vous mortel (Blind Date With Death, 1937), Meurtres sur le showboat (The Showboat Murders, 1935), C'est pas le pied (If the Shoe Fits, 1943), La Maison de la folie (Crazy House, 1941), Le Bain de sang (The Body Upstairs, 1935) et Ma propre mort (The Death of Me, 1935)
- Fenêtre sur cour (3), Paris, La Découverte, 2003[3]
  - Contient 7 nouvelles : Fenêtre sur cour (Rear Window), Un plat qui se mange froid (After-Dinner Story), Pour le reste de sa vie (For the Rest of Her Life), Dans la gueule du lion (Speak me of Death), Un détective amateur (I'll Never Play Detective Again), L'Engrenage (Momentum), Divorce à l'américaine (Divorce New York Style) et L'argent parle (Money Talks)

### Nouvelles isolées parues en France
- La Dernière Nuit (Last Night), (Chardon Bleu, collection Large Vision, 1992)
- Une incroyable histoire (Fire Escape), (Syros, collection Souris Noire, 1998, Syros, collection Rat Noir, 2002)
- Silhouette (Silhouette), (Milles et une Nuits, 2001)

## Filmographie sélective

### Au cinéma
- 1929 : The Haunted House (en), film muet américain réalisé par Benjamin Christensen
- 1929 : Seven Footprints to Satan (en), film muet américain (avec séquences parlées) réalisé par Benjamin Christensen
- 1929 : House of Horror (en), film muet américain (avec séquences parlées) réalisé par Benjamin Christensen
- 1929 : Children of the Ritz, film muet américain (avec séquences parlées) réalisé par John Francis Dillon, d’après le roman éponyme,
- 1932 : Manhattan Love Song (en), film américain réalisé par Leonard Fields, d’après le roman éponyme
- 1938 : Convicted (en), film américain réalisé par Leon Barsha, d'après la nouvelle Face Work
- 1942 : Street of Chance (en), film américain réalisé par Jack Hively, d’après Retour à Tillary Street
- 1943 : L'Homme-léopard (The Leopard Man), film américain réalisé par Jacques Tourneur, d’après Alibi noir
- 1944 : Les Mains qui tuent (Phantom Lady), film américain réalisé par Robert Siodmak, d’après Lady Fantôme
- 1944 : The Mark of the Whistler (en), film américain réalisé par William Castle
- 1946 : Deadline at Dawn, film américain réalisé par Harold Clurman (en), d’après L’Heure blafarde
- 1946 : L'Ange noir (Black Angel), film américain réalisé par Roy William Neill, d’après le roman éponyme
- 1946 : L'Évadée (The Chase), film américain réalisé par Arthur Ripley, d’après le roman Une peur noire
- 1947 : Fall Guy, film américain réalisé par Reginald Le Borg, d’après la nouvelle Stupéfiant (Cocaïne)
- 1947 : The Guilty (en), film américain réalisé par John Reinhardt, d’après la nouvelle He Looked Like Murder
- 1947 : Angoisse dans la nuit (Fear in the Night), film américain réalisé par Maxwell Shane, d’après la nouvelle And So to Death
- 1948 : The Return of the Whistler (en), film américain réalisé par D. Ross Lederman
- 1948 : Le Condamné de la cellule cinq (I Wouldn't Be in Your Shoes), film américain réalisé par William Nigh, d’après la nouvelle Je ne voudrais pas être dans tes souliers (I Wouldn't Be in Your Shoes)
- 1948 : Les Yeux de la nuit (Night Has a Thousand Eyes), film américain réalisé par John Farrow, d’après le roman éponyme
- 1949 : Une incroyable histoire (The Window), film américain réalisé par Ted Tetzlaff, d’après la nouvelle éponyme - Prix Edgar-Allan-Poe du meilleur scénario
- 1950 : Chaînes du destin (No Man of Her Own), film américain réalisé par Mitchell Leisen, d’après J’ai épousé une ombre
- 1951 : El Pendiente (en), film argentin réalisé par León Klimovsky, d’après la nouvelle The Earring
- 1954 : Fenêtre sur cour (Rear Window), film américain réalisé par Alfred Hitchcock, d’après la nouvelle éponyme
- 1954 : Obsession, film français réalisé par Jean Delannoy d’après la nouvelle Ni lune, ni étoiles
- 1956 : El ojo de cristal, film mexicain réalisé par Antonio Santillán
- 1956 : Nightmare, film américain réalisé par Maxwell Shane, d’après la nouvelle Cauchemar (Nightmare)
- 1957 : Escapade, film français réalisé par Ralph Habib
- 1968 : La mariée était en noir, film français réalisé par François Truffaut, d’après le roman éponyme
- 1969 : La Sirène du Mississipi[2], film français réalisé par François Truffaut, d’après le roman éponyme
- 1980 : Union City, film américain réalisé par Marcus Reichert, d’après la nouvelle Un cadavre sur le palier
- 1983 : J'ai épousé une ombre, film français réalisé par Robin Davis, d’après le roman éponyme
- 1984 : Jouer c'est tuer (Cloak & Dagger), film américain réalisé par Richard Franklin
- 1996 : Mrs. Winterbourne, film américain réalisé par Richard Benjamin, d’après le roman J’ai épousé une ombre
- 2001 : Péché originel (Original Sin), film américain réalisé par Michael Cristofer, d’après le roman La Sirène du Mississippi

### À la télévision
- Goodbye New York, d’après la nouvelle éponyme, épisode pilote de la saison 1 de Suspense réalisé par Robert Stevens en 1949
- Revenge, épisode 1 de la saison 1 de Suspense, réalisé par Robert Stevens en 1949
- The Man Upstairs, d’après la nouvelle Le locataire d’en-haut, épisode 5 de la saison 1 de Suspense, réalisé en 1949
- After Dinner Story, d’après la nouvelle Un plat qui se mange froid, épisode 5 de la saison 1 de Suspense, réalisé en 1949
- Post Mortem, épisode 9 de la saison 1 de Suspense, réalisé en 1949
- Nightmare, d’après la nouvelle Cauchemar, épisode 11 de la saison 3 de Suspense, réalisé en 1950
- I Won't Take a Minute, d’après la nouvelle Finger of Doom, épisode 8 de la saison 1 de Nash Airflyte Theatre, réalisé par Marc Daniels en 1950
- The Phantom Lady, d’après le roman Lady Fantôme, épisode 7 de la saison 1 de Robert Montgomery Presents (en), réalisé par Norman Felton en 1950
- Through a Dead Man's Eye, d’après la nouvelle L'Œil trouvé, épisode de la série Manhunt par Bill Hobin en 1951
- Three O'Clock, d’après la nouvelle Meurtres à la seconde, épisode 21 de la saison 2 de Robert Montgomery Presents, réalisé par Grey Lockwood en 1951
- I Wouldn't Want to Be in Your Shoes, d’après la nouvelle Je ne voudrais pas être dans tes souliers, épisode 4 de la saison 3 de Robert Montgomery Presents, réalisé par Grey Lockwood en 1951
- The Listener, épisode 16 de la saison 4 de Four Star Playhouse, réalisé par Tay Garnett en 1956
- Sit Down with Death, épisode 28 de la saison 2 de Climax! réalisé par John Frankenheimer en 1956
- The Chase, d’après le roman Une peur noire, épisode 19 de la saison 5 de Lux Video Theatre (en), réalisé par Richard Goode en 1954
- Rendez-vous in Black, d’après le roman Rendez-vous en noir, épisode 4 de la saison 1 de Playhouse 90, réalisé par John Frankenheimer en 1956
- The Guilty, "He Looked Like Murder", épisode 4 de la saison 7 de Lux Video Theatre, réalisé par Norman Morgan en 1956
- The Big Switch, épisode 15 de la saison 1 d’Alfred Hitchcock présente réalisé par Don Weis en 1956
- Momentum, d’après la nouvelle L'engrenage, épisode 39 de la saison 1 d’Alfred Hitchcock présente, réalisé par Robert Stevens en 1956
- The Earring, d'après la nouvelle éponyme, épisode 17 de la saison 5 de General Electric Theater, réalisé par Jules Bricken en 1957
- The Black Angel, d’après le roman Ange, épisode 27 de la saison 7 de Lux Video Theatre, réalisé par Norman Morgan en 1957
- You Take Ballistics, d’après la nouvelle Fiez-vous à la balistique, épisode 22 de la saison 3 de Studio 57, réalisé par John Brahm en 1957
- Added Attraction, épisode 5 de la saison 1 de The Web, réalisé par Walter Doniger en 1957
- The Night I Died, d’après la nouvelle La nuit où je mourus, épisode 11 de la saison 1 de The George Sanders Mystery Theater (en), réalisé par Fletcher Markle en 1957
- Four O'Clock, d’après la nouvelle Meurtres à la seconde, épisode 1 de la saison 1 de Suspicion, réalisé par Alfred Hitchcock en 1957
- Bluebeard's Seventh Wife, épisode 26 de la saison 7 de Schlitz Playhouse of Stars, réalisé par Paul Henreid en 1958
- Post Mortem, épisode 33 de la saison 3 d’Alfred Hitchcock présente, réalisé par Arthur Hiller en 1958
- Papa Benjamin, épisode 26 de la saison 1 de Thriller réalisé par Ted Post en 1961
- Late Date, épisode 27 de la saison 1 de Thriller réalisé par Herschel Daugherty en 1961
- Guillotine, épisode 2 de la saison 2 de Thriller réalisé par Ida Lupino en 1961
- The Black Curtain, d’après le roman Retour à Tillary Street, épisode 9 de la saison 1 de Suspicion, réalisé par Sydney Pollack en 1962
- Jane Brown's Body, d’après la nouvelle Jane Brown, épisode 4 de la saison 1 de Journey to the Unknown (en) réalisé par Alan Gibson en 1968
- You'll Never See Me Again, d’après la nouvelle Tu ne me reverras jamais, réalisé par Jeannot Szwarc en 1973
- Les Yeux qui hurlent, d’après la nouvelle Des yeux qui hurlent, réalisé par Bernard Maigrot en 1973
- Martha, d’après la nouvelle Pour le reste de sa vie, réalisé par Rainer Werner Fassbinder en 1974
- Rendez-vous en noir, d'après le roman éponyme, feuilleton en six épisodes, réalisé par Claude Grinberg, 1977
- La stratégie du serpent, d’après la nouvelle Crains la femme avant le serpent (A death is caused), épisode 1 de la saison 2 d’Histoires insolites, réalisé par Yves Boisset en 1979
- Folies douces, d’après la nouvelle Ni lune, ni étoiles, épisode 2 de la saison 2 d’Histoires insolites, réalisé par Maurice Ronet en 1979
- Tu comprends ça, soldat ?, d’après la nouvelle Erreur, Soldat !, épisode 3 de la saison 2 d’Histoires insolites, réalisé par Pierre Granier-Deferre en 1979
- Une dernière fois Catherine, d’après la nouvelle Une dernière fois, Katleen, épisode 4 de la saison 2 d’Histoires insolites, réalisé par Pierre Grimblat en 1979
- La boucle d'oreille, d’après la nouvelle The Earring, épisode 5 de la saison 2 d’Histoires insolites,  réalisé par Claude Chabrol en 1979.
- Le Locataire d'en haut, d’après la nouvelle éponyme, épisode 6 de la saison 2 d’Histoires insolites, réalisé par Gilles Grangier en 1979
- Guillotine, épisode 13 de la saison 1 de Darkroom (en), réalisé par Rick Rosenthal en 1982
- L'Œil du mort, de la série Intrigues, réalisé par Fabrice Cazeneuve en 1985
- You'll Never See Me Again, d’après le roman Tu ne me reverras jamais, réalisé par Juan Luis Buñuel en 1986
- Four O'Clock, épisode 21 de la saison 1 d’Alfred Hitchcock présente réalisé par Andrew Mirisch en 1986
- Red Evil Terror, d’après la nouvelle Je suis dangereuse ce soir, réalisé par Tobe Hooper en 1990
- Murder, Obliquely, d’après la nouvelle Entre les mots, épisode 5 de la saison 1 de Fallen Angels réalisé par Alfonso Cuarón en 1993
- A Dime a Dance, d’après la nouvelle Dix cents la danse, épisode 3 de la saison 2 de Fallen Angels réalisé par Peter Bogdanovich en 1995
- The Black Bargain, épisode 6 de la saison 2 de Fallen Angels réalisé par Keith Gordon en 1995
- I'm Dangerous Tonight, d’après la nouvelle Je suis dangereuse ce soir, épisode 11 de la saison 1 de Les prédateurs, réalisé par Russell Mulcahy en 1997
- Fenêtre sur cour, d’après la nouvelle éponyme, réalisé par Jeff Bleckner en 1998
- I'm Very Dangerous Tonight, d’après la nouvelle Je suis dangereuse ce soir, épisode 13 de la saison 2 de Les prédateurs, réalisé par Alain DesRochers en 2000
- D'une vie à l'autre, d’après le roman J’ai épousé une ombre, réalisé par Rachel Feldman (en) en 2001

## Adaptation à la radio
- Première diffusion sur la Chaîne parisienne (RTF), le 24 février 1959, de la nouvelle "On vous attend en bas", dans le cadre de l'émission Les Maîtres du mystère.

## Prix
- Grand prix de littérature policière 1954 pour Un pied dans la tombe[4]

### Sources
: document utilisé comme source pour la rédaction de cet article.
- Claude Mesplède (dir.), Dictionnaire des littératures policières, vol. 1 : A - I, Nantes, Joseph K, coll. « Temps noir », 2007, 1054 p. (ISBN 978-2-910-68644-4, OCLC 315873251), p. 1029-1031.
- Claude Mesplède et Jean-Jacques Schleret, SN, voyage au bout de la Noire : inventaire de 732 auteurs et de leurs œuvres publiés en séries Noire et Blème : suivi d'une filmographie complète, Paris, Futuropolis, 1982, 476 p. (OCLC 11972030), p. 201-203.
- Jean Tulard, Dictionnaire du roman policier : 1841-2005. Auteurs, personnages, œuvres, thèmes, collections, éditeurs, Paris, Fayard, 2005, 768 p. (ISBN 978-2-915793-51-2, OCLC 62533410), p. 761-764 (notice Cornell Woolrich/William Irish)
- Pour les recueils de nouvelles : William Irish, Romans et nouvelles, aux Éditions Omnibus, 2004, qui contient la bibliographie complète des nouvelles des éditions françaises.